# Giuseppe Allamano

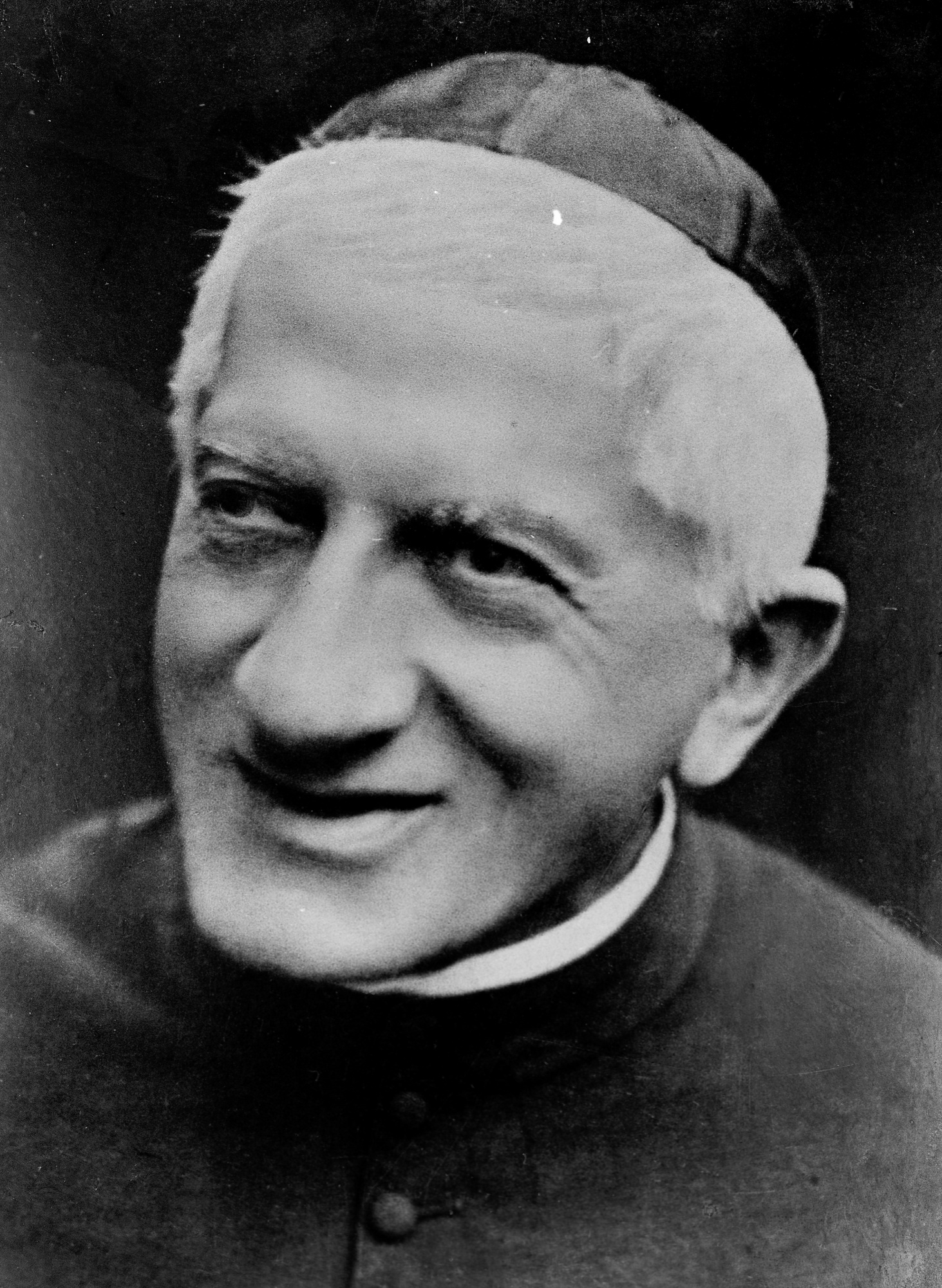
Giuseppe Allamano

Giuseppe Allamano (* 21. Januar 1851 in Castelnuovo d’Asti, Italien; † 15. Februar 1926 in Turin) war ein italienischer Priester. Er gründete die Kongregation der Consolata-Missionare und wurde am 7. Oktober 1990 durch Papst Johannes Paul II. seliggesprochen. Am 20. Oktober 2024 wurde er durch Papst Franziskus heiliggesprochen.

## Geschichte
Giuseppe Allamanos Mutter war die Schwester des später heiliggesprochenen Priesters und Sozialreformers Giuseppe Cafasso. Er wurde, wie schon zuvor sein Onkel, im heutigen Castelnuovo Don Bosco geboren. Schon in jungen Jahren übte sein Priesteronkel, dessen Taufnamen er erhielt und von dem er auch getauft sein könnte, eine große Anziehungskraft aus. Allamano besuchte das Gymnasium im Salesianer-Oratorium zu Valdocco, dort hatte er auch seine erste Begegnung mit Don Bosco, der sein Seelsorger und Beichtvater war.

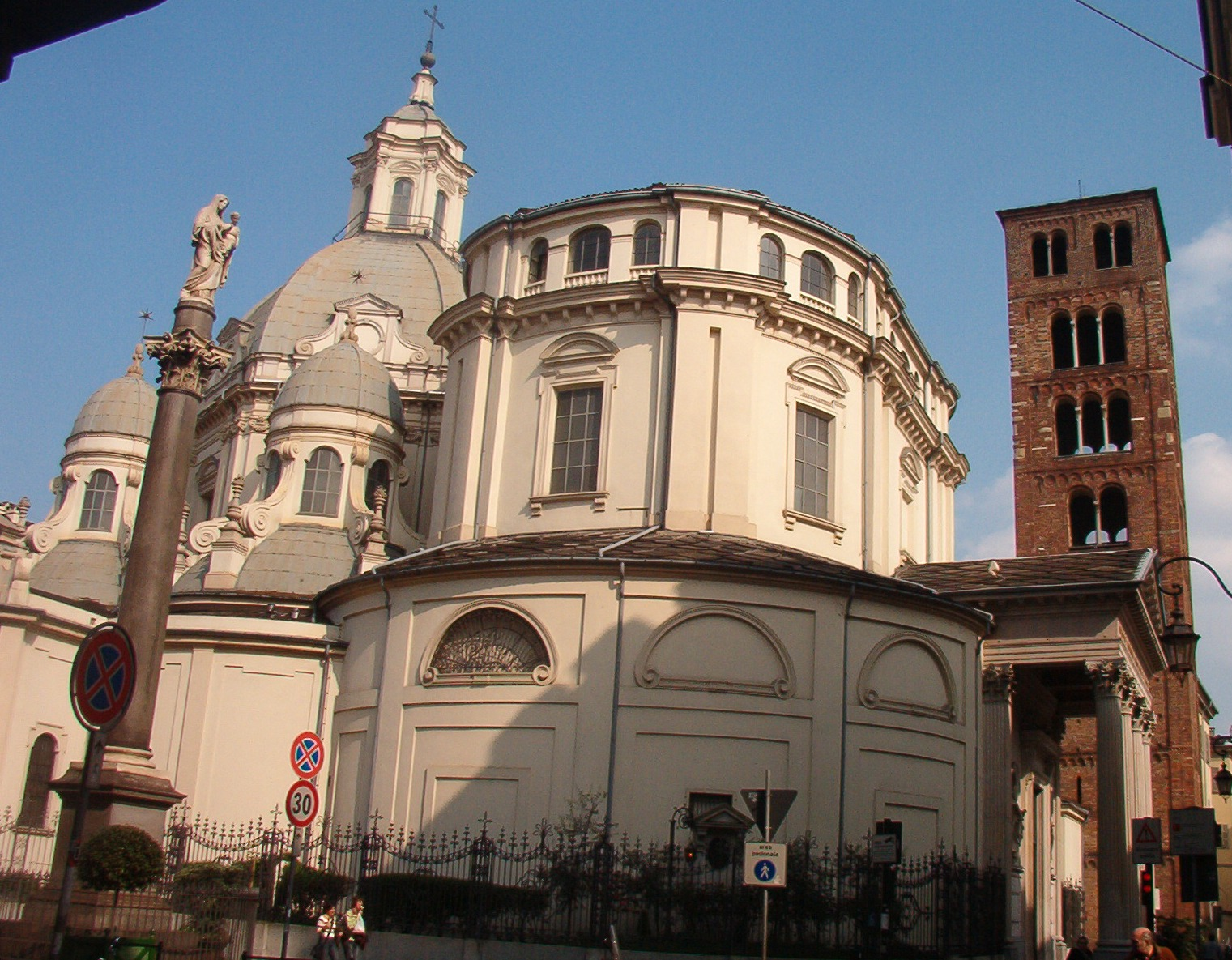
Heiligtum der Madonna Consolata, Turin

Er begann sein Philosophie- und Theologiestudium als junger Priesteramtskandidat am Turiner Priesterseminar, an dem auch in früheren Jahren sein Onkel als Regens tätig gewesen war. Die Priesterweihe empfing er am 20. September 1873. Wenig später wurde er zum Spiritual am Priesterseminar in Turin ernannt. Wieder trat er in die Nachfolge seines Onkels ein, 1880 wurde er Kirchendirektor des Turiner Marienheiligtums der „Consolata“ (Trösterin), das er zu einem Zentrum der Marienverehrung im Erzbistum Turin ausbaute.
Wegen seiner schwachen Gesundheit konnte er seinen Wunsch, in die Mission zu gehen, nicht umsetzen. Stattdessen entwickelte er einen Plan zur Einrichtung eines Instituts für Weltpriester, die sich auf den Einsatz in der Weltmission vorbereiteten sollten. Dies entsprach dem biblischen Motto: „Geht hinaus in die ganze Welt und verkündet das Evangelium allen Geschöpfen“ Evangelium nach Markus 16,15 . Unter der Leitung und mit Genehmigung des Erzbischofs von Turin gründete er schließlich am 16. Juni 1901 die Gemeinschaft der Missionare von der „Consolata“.
Sein letztes Amt war das des Domkapitulars am Turiner Dom. Er galt als ein guter und besonnener Ratgeber für Bischöfe, Priester, Ordensleuten und Laien. In dieser Funktion setzte er sich mit Erfolg für die Seligsprechung seines Onkels Giuseppe Cafasso ein, der am 3. Mai 1925 seliggesprochen wurde.
Giuseppe Allamano verstarb am 15. Februar 1926 und wurde in der Kapelle des Mutterhauses der Consolata-Missionare beigesetzt.
Nach der Seligsprechung im Jahr 1990 wurde auch das Verfahren zu seiner Heiligsprechung eingeleitet. Am 23. Mai 2024 erkannte Papst Franziskus ein seiner Fürsprache zugeschriebenes Wunder als letzte Voraussetzung für die Heiligsprechung an. Im ordentlichen Konsistorium vom 1. Juli 2024 ordnete Papst Franziskus die Heiligsprechung Allamanos für den 20. Oktober 2024 an.